# Coelosaurus antiquus
Coelosaurus antiquus es una especie y tipo del género dudoso extinto Coelosaurus (gr. “lagarto hueco”) de dinosaurio terópodo ornitomímido que vivió a finales del periodo Cretácico, hace aproximadamente entre 68 y 66 millones de añlos, durante el Maastrichtiense, en lo que es hoy Norteamérica. Fue nombrado por Joseph Leidy en 1865 por dos tibias encontradas en la Formación Navesink de Nueva Jersey.
Esta especie fue posteriormente reclasificada como miembro del género Ornithomimus en 1979 por Donald Baird y John R. Horner como Ornithomimus antiquus, y esto fue seguido por algunos investigadores posteriores. Sin embargo, otros no han seguido esta clasificación y han señalado que no hay justificación para la clasificación de los especímenes de Nueva Jersey en un género conocido solo en el oeste de América del Norte. David Weishampel en 2004 consideró que C. antiquus es indeterminado entre los ornitomimosaurios y por lo tanto, un nomen dubium. En 1979, Baird y Horner descubrieron que el nombre "Coelosaurus" estaba preocupado por otro taxón dudoso, basado en una sola vértebra, llamado Coelosaurus por un autor anónimo ahora conocido como Richard Owen en 1854.
También se ha asignado a esta especie material de ornitomimidos conocido de la Formación Severn de Maryland y las formaciones Mooreville Chalk y Blufftown de Alabama y Georgia.